# Derner Höhe
Die Derner Höhe ist ein flachwelliger Höhenzug im Norden der Stadt Dortmund. Auf ihm liegen die Ortsteile Eving, Kirchderne, Derne, Kemminghausen und Lindenhorst.
Die Derner Höhe ist naturräumlich ein isoliert stehender Teil des ansonsten zusammenhängenden Kamener Hügellandes. In Kemminghausen erreicht sie gut 100 m, womit sie ihr Umland, insbesondere das Dortmunder Hellwegtal im Süden und das Emschertal im Westen, um gerade einmal 30–40 m überragt.
Die Anhöhe ist aus Mergeln des Untersenons und Emschermergel aufgebaut und von Grundmoräne und Lösslehm überlagert.

## Umgebende Naturräume
Folgende, im Uhrzeigersinn aufgezählten, benachbarten Naturräume umschließen die Derner Höhe:
- Kamener Flachwellenland (Osten)
- Dortmunder Hellwegtal (Süden bis Südwesten)
- Emschertal der Emscher (schmale Berührstelle im Westen)
- (Oer-)Waltroper Flachwellen (Nordwesten bis Norden)

Die  erstgenannten beiden Naturräume gehören ebenfalls zur Haupteinheit Hellwegbörden, die anderen beiden zum Emscherland.